# American Platinum Eagle
| (USA)      | (USA) |
| ---------- | --- |
| Værdi:     | Varierende |
| Vægt:      | 31,12 g |
| Diameter:  | 32,7 mm |
| Tykkelse:  | 2,39 mm |
| Rand:      | Riflet |
| Materiale: | 99,95% platin |
| Præget år: | 1997- |
| Forside    | |
|            | |
| Design:    | Frihedsgudinden, der kigger ud i fremtiden                                                                              |
| Designer:  | John Mercanti |
| Bagside    | |
|            | |
| Design:    | En soldat fra den amerikanske uafhængighedskrig. I baggrunden Stars and Stripes med kun 13 stjerner (designet fra 2012) |
| Designer:  | Joel Iskowitz |

Den amerikanske Platinum Eagle er USA's officielle platinmønt. Den er et legalt betalingsmiddel i USA, da den er autoriseret af den amerikanske Kongres. Den blev udgivet første gang i 1997 af United States Mint. Den bliver lavet i 1⁄10, 1⁄4, 1⁄2 og 1 troy ounce af 99,95 % platin påtrykt værdier fra 10 til 100 dollar.

## Dimensioner
| Platinindhold | Diameter | Tykkelse | Vægt (oz.) | Vægt (gram) | Påtrykt værdi |
| ------------- | -------- | -------- | ---------- | ----------- | ------------- |
| 1⁄10 oz.      | 16,5 mm  | 0,95 mm  | 0,1001 oz. | 3,112 g     | 10 USD        |
| 1⁄4 oz.       | 22,0 mm  | 1,32 mm  | 0,2501 oz. | 7,780 g     | 25 USD        |
| 1⁄2 oz.       | 27,0 mm  | 1,75 mm  | 0,5003 oz. | 15,560 g    | 50 USD        |
| 1 oz.         | 32,7 mm  | 2,39 mm  | 1,0005 oz. | 31,120 g    | 100 USD       |

## Bagsiden
Fra 1998 til 2002 viste mønterne forskellige billeder under et program ved navn "Vistas of Liberty". Hvert år så man en hvidhovedet havørn (bedre kendt som en Bald Eagle), svævende over forskellige regioner af USA. Fra 2006 til 2008 viste man tre billeder under et program ved navn "The Foundations of Democracy" (løseligt oversat betyder det "Demokratiets fundament"). De blev lavet for at vise de tre statsmagter. I 2009 offentliggjorde U.S.Mint et nyt program, der skulle vise kerneprincipperne i det amerikanske demokrati.
| År   | Billede                | Beskrivelse | Designer                                            |
| ---- | ---------------------- | --- | --------------------------------------------------- |
| 1997 | Click to enlarge image | Ørn der svæver over USA                                                                                                | Thomas D. Rogers                                    |
| 1998 | Click to enlarge image | Hvidhovedet havørn, der flyver over New England                                                                        | Thomas D. Rogers                                    |
| 1999 | Click to enlarge image | Hvidhovedet havørn, der flyver over det sydøstlige USA, med en alligator i baggrunden                                  | Al Maletsky                                         |
| 2000 | Click to enlarge image | Hvidhovedet havørn, der flyver over Midtvesten                                                                         | Al Maletsky                                         |
| 2001 | Click to enlarge image | Hvidhovedet havørn, der flyver over en kæmpekaktus i det sydvestlige USA                                               | Thomas D. Rogers                                    |
| 2002 | Click to enlarge image | Hvidhovedet havørn, der styrtdykker over en sø i det nordvestlige USA                                                  | Al Maletsky                                         |
| 2003 | Click to enlarge image | Hvidhovedet havørn, der sidder med en gren, i baggrunden Stars and Stripes                                             | Al Maletsky                                         |
| 2004 | Click to enlarge image | Indgravering inspireret af statue fra New York                                                                         | Donna Weaver                                        |
| 2005 | Click to enlarge image | Hvidhovedet havørn, der sidder på det amerikanske våbenskjold samt symboler, der repræsenterer USA's styrke og skønhed | Donna Weaver                                        |
| 2006 |                        | En muse, der er flankeret af to ørne, der symboliserer det todelte, amerikanske Senat                                  | Designer:Joel Iskowitz. Skulptør: Don Everhart      |
| 2007 |                        | Hvidhovedet havørn, der repræsenterer det amerikanske statsoverhoved                                                   | Designer: Tom Cleveland. Skulptør: Phebe Hemphill   |
| 2008 |                        | Retfærdighedsgudinden, overvåget af en hvidhovedet havørn (repræsenterer den dømmende magt)                            | Designer: Joel Iskowitz. Skulptør: Charles Vickers  |
| 2009 |                        | Fire billeder af de største etniske grupper i USA, der repræsenterer de rascisme-relaterede problemer, USA kæmper med  | Designer: Susan Gamble. Skulptør: Phebe Hemphill    |
| 2010 |                        | En blændet retfærdighedsgudinde, med en vægt i den ene hånd og en olivengren i den anden.                              | Phebe Hemphill                                      |
| 2011 |                        | For at sikre national ro og fordragelighed                                                                             |                                                     |
| 2012 | Click to enlarge image | For at sikre et generelt forsvar                                                                                       | Designer: Barbara Fox Indgravør: Charles L. Vickers |